# Tommaso Castello

a Compétitions nationales et continentales officielles uniquement.

b Matchs officiels uniquement.
Dernière mise à jour le 7 août 2019.
Tommaso Castello (né le 14 août 1991) est un joueur international italien de rugby à XV. Il évolue au poste de centre, et joue pour les Zebre en Pro14. 

## Palmarès

### En équipe nationale
- 18 sélections (16 fois titulaire)
- 0 point
- Sélections par année : 2 en 2016, 3 en 2017, 10 en 2018 et 3 en 2019
- Tournois des Six Nations disputés : 2018, 2019.